# Раброво (Валандово)
Раброво (мкд. Раброво, тур. Rabrova) је насеље у Северној Македонији, у југоисточном делу државе. Раброво је насеље у оквиру општине Валандово.

## Географија
Раброво је смештено у југоисточном делу Северне Македоније. Од најближег града, Валандова, насеље је удаљено километар источно.
Насеље Раброво се налази у историјској области Бојмија. Насеље је положено у долини Анске реке, притоке Вардара, на приближно 150 метара надморске висине. 
Месна клима је измењена континентална са значајним утицајем Егејског мора (жарка лета).

## Становништво
Раброво је према последњем попису из 2002. године имало 274 становника. На попису из 1994. године ту је живело 269 становника.
Већинско становништво у насељу су етнички Македонци.
Претежна вероисповест месног становништва је православље.